# Roland Sandberg
Roland Sandberg (* 16. prosince 1946, Karlskrona) je bývalý švédský fotbalista, útočník. V letech 1971 a 1972 byl nejlepším střelcem 1. švédské ligy.

## Fotbalová kariéra
Začínal ve Švédsku v nižších soutěžích v týmech Lyckeby GoIF a Kalmar FF. V letech 1970-1973 hrál za Åtvidabergs FF, se kterým získal dva mistrovské tituly a dvě vítězství v poháru. Od roku 1973 hrál německou bundesligu za 1. FC Kaiserslautern, v bundeslize odehrál 118 utkání a dal 61 gólů. Po odchodu z Bayernu hrál ve Švédsku za Kalmar FF a BK Häcken. V Poháru vítězů pohárů nastoupil v 7 utkáních a dal 4 góly a v Poháru UEFA nastoupil v 2 utkáních a dal 1 gól. Za švédskou fotbalovou reprezentaci nastoupil v letech 1969–1976 ve 37 utkáních a dal 15 gólů. Byl členem švédské fotbalové reprezentace na Mistrovství světa ve fotbale 1974, nastoupil v 6 utkáních a dal 2 góly. 

## Ligová bilance
| Ročník                                 | Zápasy | Góly | Klub                 |
| -------------------------------------- | ------ | ---- | -------------------- |
| 2. švédská liga 1965                   | -      | -    | Kalmar FF            |
| 2. švédská liga 1966                   | -      | -    | Kalmar FF            |
| 2. švédská liga 1967                   | -      | -    | Kalmar FF            |
| 1. švédská liga 1968                   | 0      | 0    | Kalmar FF            |
| 1. švédská liga 1969                   | 0      | 0    | Kalmar FF            |
| 1. švédská liga 1970                   | 18     | 9    | Åtvidabergs FF       |
| 1. švédská liga 1971                   | 22     | 17   | Åtvidabergs FF       |
| 1. švédská liga 1972                   | 18     | 16   | Åtvidabergs FF       |
| 1. švédská liga 1973                   | 13     | 10   | Åtvidabergs FF       |
| Německá fotbalová Bundesliga 1973/1974 | 32     | 19   | 1. FC Kaiserslautern |
| Německá fotbalová Bundesliga 1974/1975 | 34     | 21   | 1. FC Kaiserslautern |
| Německá fotbalová Bundesliga 1975/1976 | 34     | 17   | 1. FC Kaiserslautern |
| Německá fotbalová Bundesliga 1976/1977 | 18     | 4    | 1. FC Kaiserslautern |
| 1. švédská liga 1979                   | 26     | 12   | Kalmar FF            |
| 1. švédská liga 1980                   | 17     | 0    | Kalmar FF            |
| 2. švédská liga 1981                   | 1      | 0    | BK Häcken            |
| CELKEM Německá fotbalová Bundesliga    | 118    | 61   |                      |
| CELKEM 1. švédská liga                 | 114    | 64   |                      |